# Panellus ambiguus
Panellus ambiguus är en svampart som beskrevs av Corner 1986. Panellus ambiguus ingår i släktet Panellus och familjen Mycenaceae.   Inga underarter finns listade i Catalogue of Life.